# Liesel Westermann
Liesel Westermann (República Federal Alemana, 2 de noviembre de 1944) es una atleta alemana retirada, especializada en la prueba de lanzamiento de disco en la que llegó a ser subcampeona olímpica en 1968.

## Carrera deportiva
En los JJ. OO. de México 1968 ganó la medalla de plata en el lanzamiento de disco, llegando hasta los 57.76 metros, siendo superada por la rumana Lia Manoliu que con 58.28 metros batió el récord olímpico, y por delante de la húngara Jolán Kleiber-Kontsek. 